# Pannonica de Koenigswarter
Pour les articles homonymes, voir Koenigswarter.
Pour les autres membres de la famille, voir Famille Rothschild.
La baronne Pannonica de Koenigswarter, dite Nica de Koenigswarter, née Rothschild le 10 décembre 1913 et morte le 30 novembre 1988, est une mélomane britannique, passionnée de jazz bebop. Surnommée la « Baronne du jazz », elle fut une importante bienfaitrice, mécène  et militante des droits civiques des musiciens de jazz noirs dans les années 1950-1960 dans un contexte de ségrégation raciale.

## Biographie

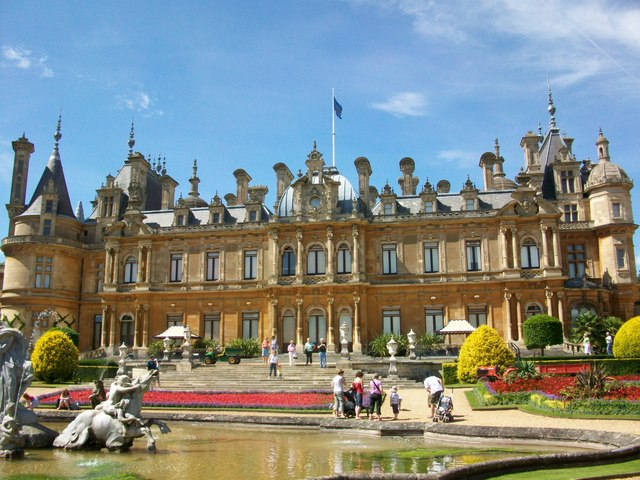
Le château de son enfance, Waddesdon Manor.

### Famille
Née le 10 décembre 1913 à Londres, Kathleen Annie Pannonica Rothschild est la plus jeune fille de Charles Rothschild et de son épouse, la baronne hongroise Rózsika Edle von Wertheimstein, fille d'Alfred Edler von Wertheimstein. Son grand-père paternel est Nathan Rothschild, 1er baron Rothschild appartenant à la branche londonienne de la dynastie financière des Rothschild. Elle est la cadette d'une famille de quatre enfants. Sa sœur aînée est la zoologiste et auteure Dame Miriam Rothschild. Le nom «Pannonica» (abrégé en «Nica» comme surnom) provient d'une espèce inconnue de papillon que son père Charles Rothschild a découverte dans une région d'Europe centrale appelée dans les temps anciens Pannonie. Il décida d'en donner le nom au papillon et à sa fille.
Pannonica grandit à Tring Park Mansion et à Waddesdon Manor, ainsi que dans d'autres maisons familiales. Alors qu'elle est âgée de 10 ans, son père qui souffre de troubles de l'humeur se suicide en se tranchant la gorge.
Elle est la nièce de Walter Rothschild, 2e baron Rothschild. Son frère Victor Rothschild est devenu le 3e baron Rothschild.

### Mariage et résistance
Attirée dès son plus jeune âge par le dessin et la peinture, elle remporte à onze ans une médaille d’argent à la Royal Drawing Society. Elle poursuit des études d’histoire de l’art au début des années 1930, étudie l'art à Londres, Paris et Vienne puis s'intéresse à la photographie. Jeune femme d'une grande beauté ayant un tempérament libre, elle souhaite devenir pilote d'avion. Elle rencontre à l'aérodrome du Touquet le baron Jules de Koenigswarter, jeune militaire français et veuf. Ils se marient en 1935. En 1937, ils achètent le Château d'Abondant, un château du XVIIe siècle dans le nord-ouest de la France qu'ils acquièrent auprès de la famille du banquier américain Henry Herman Harjes - celui-ci en avait fait l'acquisition en 1920 auprès de la marquise de Morès - et s'y installent.
Pendant la Seconde Guerre mondiale, Jules de Koenigswarter s'engage dans les Forces françaises libres. Elle le suit en Afrique Équatoriale où elle travaille pour le renseignement gaulliste, officie au service de Radio Brazzaville à Accra avant de s'engager à son tour le 8 avril 1943 en devenant conductrice au service des sépultures de la 1re division française libre en Égypte et en Afrique du Nord.
Après la guerre, Jules de Koenigswarter devient diplomate à Oslo et Mexico. Le couple a cinq enfants (deux fils et trois filles) et divorce en 1956. 

### Vie à New-York
En 1954, Pannonica de Koenigswarter déménage et s'installe à New York tandis que ses enfants sont scolarisés en France. Très rapidement après son arrivée, elle se passionne pour la musique, en particulier le jazz. Elle fréquente les clubs new-yorkais et vit plusieurs années dans de grands hôtels de New York comme le Stanhope, l’Algonquin ou le Bolivar où elle invite régulièrement des grands musiciens. Elle rencontre Thelonious Monk et lie avec lui une solide amitié qui durera plus de 30 ans,. Elle déclare à son sujet  : « C'était le plus bel homme que je n'aie jamais vu. Très grand, il pouvait être assis sur une chaise ou allongé sur un lit, parler ou se taire, il dominait toujours la pièce dans laquelle il se trouvait ». Selon Hannah Rothschild (film maker) (en), auteure d'une biographie, le suicide de son père est au cœur du lien improbable entre Nica et Monk. Celui-ci souffrait d'une maladie présentant des symptômes similaires à celle de son père ; la protection morale et financière de Nica à l'égard de Monk est une façon de réparer une injustice antérieure.
En 1955, elle accueille également Charlie Parker et le soigne. Sans domicile fixe, il meurt quelques jours plus tard dans sa suite à l’hôtel Stanhope. Les directions des établissements où elle séjournait, exaspérées par les réunions festives et bruyantes qu'elle organise, font tout pour l’expulser. En octobre 1958,  en compagnie de Thelonious Monk, elle est arrêtée par la police qui trouve de la drogue douce dans sa voiture. Elle fut condamnée à trois ans de prison mais n'effectuera pas sa peine. Après deux ans de procès, l’affaire est finalement classée.
Puis lassée d’être traitée en indésirable, Pannonica achète une maison à Weehawken (New Jersey), avec vue sur Manhattan. Cette maison, construite à l'origine pour le réalisateur Josef von Sternberg, sera nommée Cathouse – « Cats » dans l’argot jazz noir américain signifie gars, musiciens – car, en plus d’y héberger de nombreux musiciens, dont Monk qui y vivra dix ans après l'incendie de son appartement, Pannonica y recueille une centaine de chats. Barry Harris vit également dans cette maison pendant plus de 30 ans.

### Lutte pour les droits civiques
Personnalité flamboyante, Pannonica de Koenigswarter rayonne sur ses contemporains avec une passion et une générosité exceptionnelle. Elle s'engage auprès des jazzmen new-yorkais durant une période particulièrement marquée par la discrimination raciale pour promouvoir ce genre musical et améliorer leurs conditions de vie. Elle devient membre du syndicat des musiciens et joue un rôle déterminant pour le maintien du Cabaret Card, la licence qui autorise les musiciens de se produire dans les clubs de jazz new-yorkais en 1967,. Charlie Parker, Bud Powell, et surtout Thelonious Monk, trouveront chez elle un refuge.
Thelonious Monk écrit pour elle la  composition Pannonica, mais on trouve également le très subtil Nica's tempo de Gigi Gryce, Blues for Nica de Kenny Drew, Tonica de Kenny Dorham, Thelonica de Tommy Flanagan, Nica de Sonny Clark ou encore le célèbre Nica's dream d'Horace Silver.

## Décès
Le 30 novembre 1988, Pannonica de Koenigswarter meurt d'une crise cardiaque. Selon ses dernières volontés, ses cendres sont dispersées dans l'Hudson à New-York.

## Publication
Pannonica de Koenigswarter posa à 300 jazzmen une question particulière : 

« Si on t'accordait trois vœux qui devaient se réaliser sur le champ, que souhaiterais-tu ? »

 Leurs réponses sont présentées dans le livre très richement illustré des photos prises par la baronne Les Musiciens de jazz et leurs trois vœux. Le livre a reçu le Prix du Livre de Jazz décerné par l'Académie du jazz en 2006.
En octobre 2023, Buchet Castel publie le livre L'Œil de Nica : Photographies de Pannonica de Koenigswarter, un album de photos prises par Nica qui réunit des portraits des plus grands jazzmen américains, des vues de Manhattan, des moments saisis dans les clubs de jazz, des clichés de l’Amérique profonde. Il s'agit d'un témoignage visuel bouleversant sur les années 1950-1960 américaines, rehaussées par les couleurs singulières du Polaroïd.
En 2007, ses photographies sont exposées aux Rencontres d'Arles.

## Hommage
De nombreuses compositions lui sont dédiées : 
- Nica's tempo de Gigi Gryce
- Nica de Sonny Clark
- Nica's dream de Horace Silver
- For Nica de Kenny Dorham
- Blues for Nica de Kenny Drew
- Nica Steps Out de Freddie Redd
- Nica de Barry Harris
- Pannonica de Thelonious Monk
- Thelonica de Tommy Flanagan
- Tonica de Kenny Dorham.

À Nantes (Loire-Atlantique), une salle de concert spécialisée dans le jazz et la musique improvisée porte le nom « Pannonica » depuis 1994.